# ウガンダの鉄道

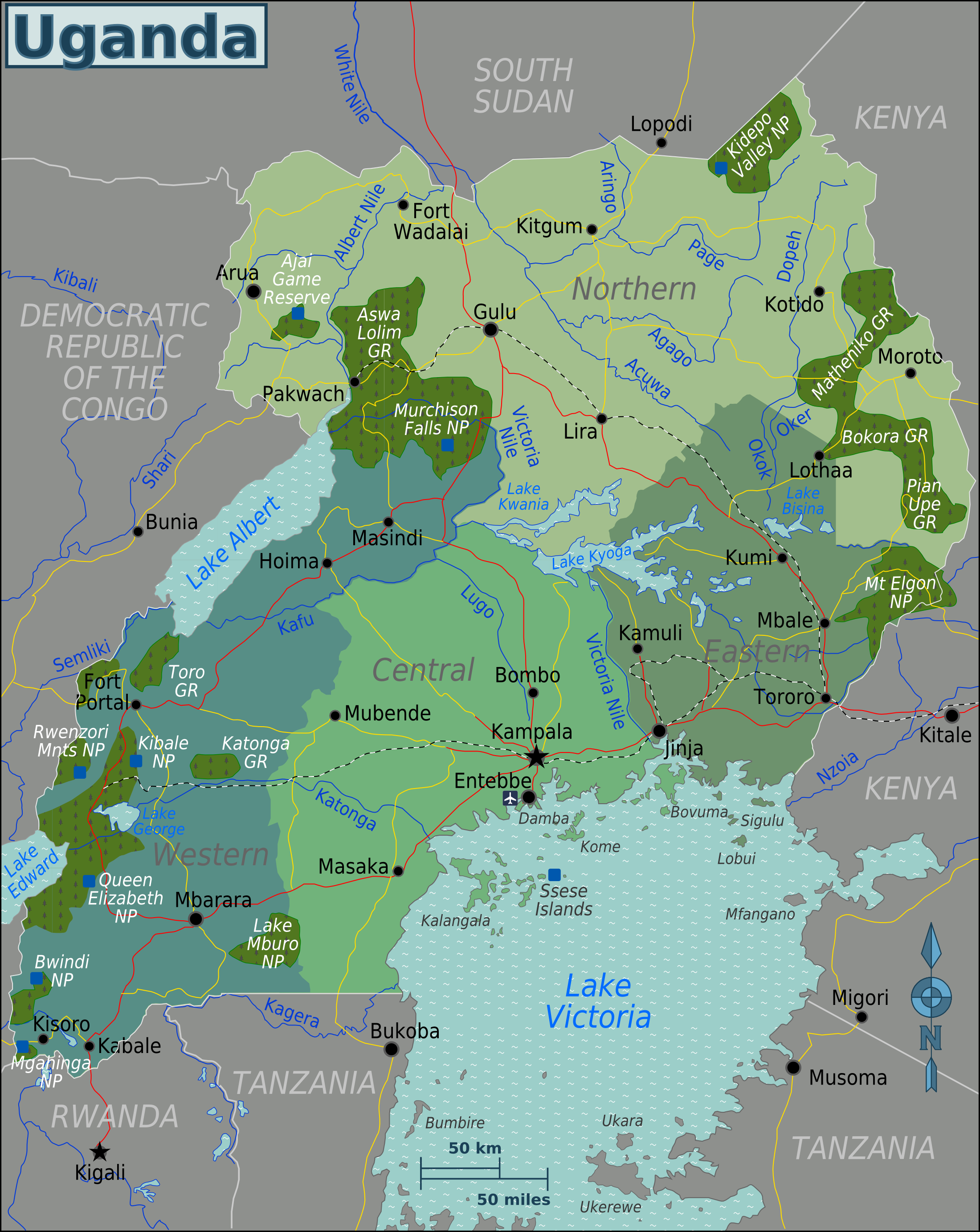
路線図

ウガンダの鉄道では、ウガンダにおける鉄道について記す。

## 鉄道史
- 1895年　　　 「ウガンダへの鉄道連絡を考える委員会」が結成、ウガンダ鉄道設立
- 1896年5月　　 モンバサ（現在ケニア）にて着工
- 1901年12月 　   キスムまで到達
- 1929年　　 　　Kenya and Uganda Railways and Harbours ( KURH ) へ移行
- 1931年　　　　カンパラまで到達
- 1948年　　　　東アフリカ鉄道会社（英語版） へ移行
- 1977年　　　　東アフリカ鉄道会社解体、ウガンダ鉄道会社（英語版） 設立
- 1997年　　　　旅客サービス停止
- 2004年6月　 　モンバサ -  キスム間の直通貨物列車を開始

## 事業者
- ウガンダ鉄道会社（英語版） URC (Uganda Railways Corporation)

## 隣接国との鉄道接続状況
- 南スーダン - 接続なし（構想あり） - 1,000 mm（ウガンダ）/1,067 mm（南スーダン）
- コンゴ民主共和国 - 接続なし
- ルワンダ - 接続なし
- タンザニア - 接続なし（ビクトリア湖を鉄道連絡船で結ぶ） - 同じ狭軌を採用1,000 mm
- ケニア - （トロロ - エルドレット） - 同じ狭軌を採用1,000 mm